# Leandro Caselli
Leandro Caselli (Fubine, 31 gennaio 1854 – Messina, febbraio 1906) è stato un ingegnere e architetto italiano.

## Biografia
Fratello minore di Crescentino Caselli, cresce e studia a Torino, dove nel 1876 ha conseguito la laurea presso la Regia Scuola di Applicazione per gli Ingegneri. Fu allievo di Alessandro Antonelli, di cui ripropone le tecniche costruttive. Dopo la laurea si reca a Roma come assistente del professor Gui alla cattedra di architettura nella nuova Scuola di Applicazione per gli Ingegneri. Qui «la sua cultura andava allargandosi e la sua personalità artistica nettamente si disegnava assimilandosi le migliori caratteristiche dell'Architettura». Nel 1880 accetta l'invito dell'onorevole Quintino Sella e si sposta agli opifici di Biella per curare l'impianto di nuove fabbriche e ad applicazioni varie di ingegneria civile ed idraulica.

### A Carrara

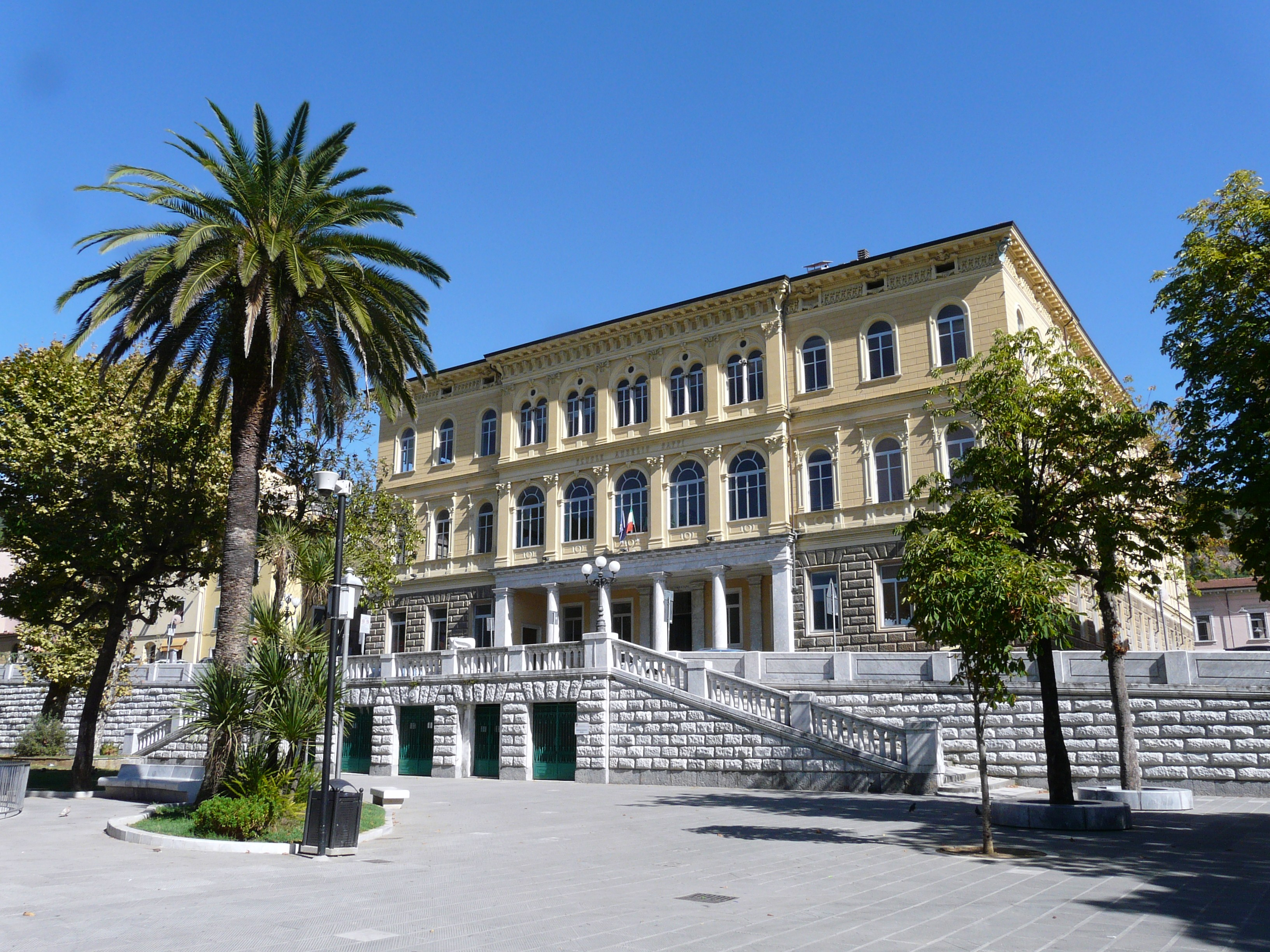
Le scuole Aurelio Saffi viste da Piazza d'Armi

Viene nominato ingegnere capo dell’Ufficio Tecnico del Comune di Carrara nel dicembre 1883. Il primo anno si occupa della progettazione di opere di risanamento e di ammodernamento degli spazi pubblici, reso necessario dall'epidemia di colera dell'anno precedente e dall'alluvione che investe la città nel 1885. Così vengono progettate la costruzione di un sistema fognario, la riforma delle condotte idriche e la pavimentazione delle strade e dei marciapiedi. Sempre nel 1884 progetta un nuovo ponte sul Carrione alla Lugnola con le armille in marmo e le pile e le spalle rivestite con il marmo rosso delle cave di Castelpoggio e con l'arenaria di Fivizzano.
Nel 1885 Caselli presenta il progetto per la sistemazione di Piazza del Risorgimento (oggi Piazza Gramsci) con la collaborazione di Giuseppe Roda, opera che va di pari passo con la progettazione e la costruzione di due edifici che su di essa si affacciano: le scuole maschili Aurelio Saffi (i cui lavori iniziano nel 1887) e la caserma dei Carabinieri (già in costruzione). A poche settimane di distanza presenta il progetto per l'ampliamento della Camera di Commercio. Dal 1885 Caselli si occupa anche della parte orientale della città, ancora scarsamente abitata, con la progettazione urbanistica e di edifici. 

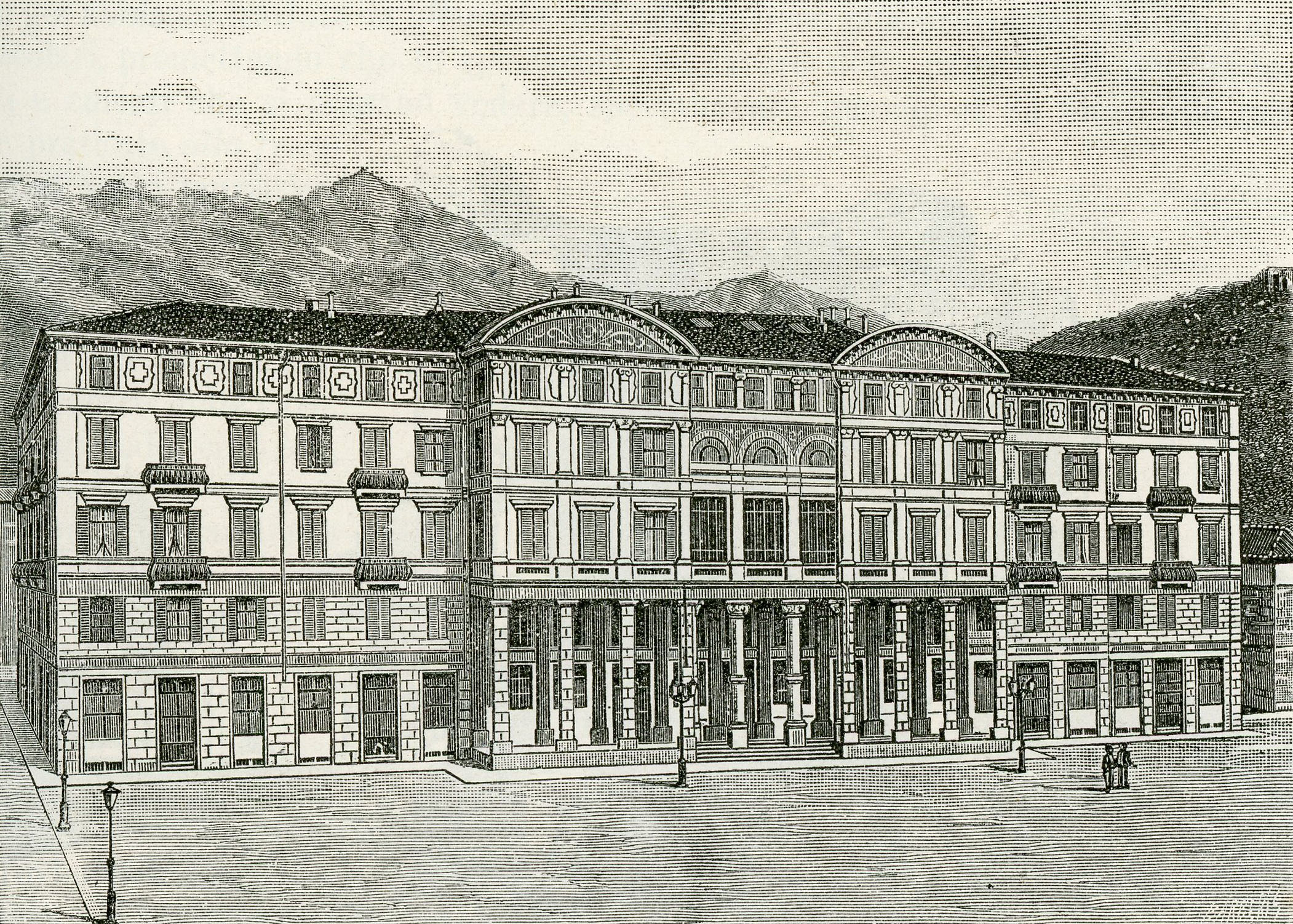
Il Politeama Verdi in una xilografia del 1900

L'espansione della città rende necessario lo spostamento del cimitero, così Caselli progetta l'ampliamento del Cimitero monumentale di Marcognano. Nello spazio del vecchio cimitero Caselli progetta nel 1888 il Politeama Giuseppe Verdi e l'antistante piazza Farini (oggi Piazza Matteotti). Nel 1887 iniziano i lavori per la Caserma di Fanteria (nota come caserma Dogali): una caserma adatta ad ospitare 400 soldati, dotata di scuderie e di un grande cortile esterno situata nella parte orientale della città.
Durante la sua permanenza a Carrara, Caselli affianca alla progettazione di opere pubbliche una intensa collaborazione con le principali famiglie della città; realizza infatti le residenze delle famiglie Binelli, Caflish e Cucchiari. Per la famiglia Fabbricotti realizza l'ingresso - e la singolare torretta - della Villa alla Padula.
Le ultime opere di cui si occupa Caselli sono l'asilo infantile Giuseppe Garibaldi, completato nel 1890, e la realizzazione della palazzina della famiglia Cucchiari. Caselli lascia il progetto del nuovo palazzo della Cassa di Risparmio di Carrara che verrà ripreso e realizzato tra il 1902 e il 1909 da Domenico Zaccagna.

### A Messina

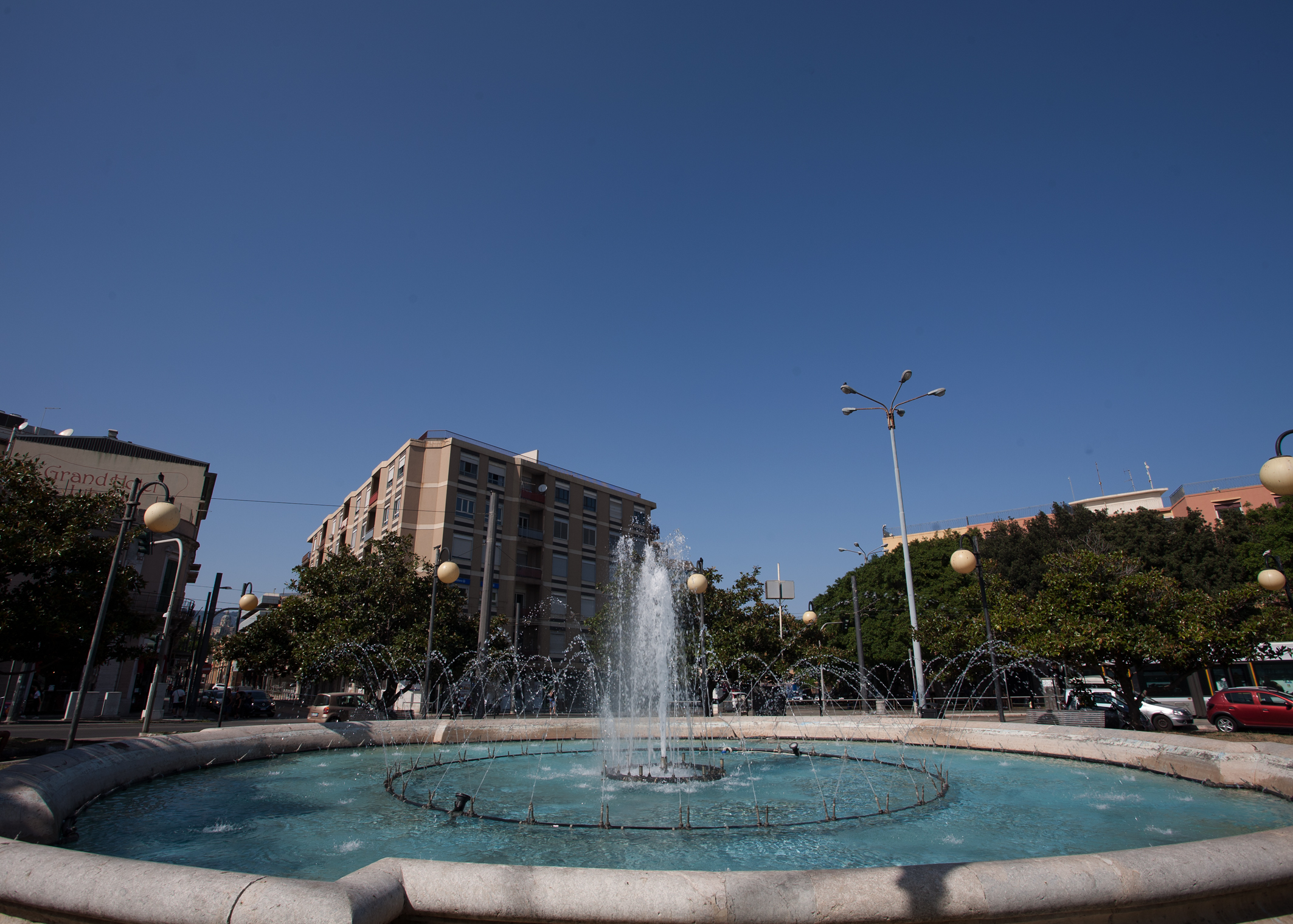
Fontana di Piazza della Repubblica realizzata nel 1902

Nel 1890 vince il concorso per l'Ufficio Tecnico del Comune di Messina, dove rimarrà fino alla morte.
Nel 1902 si occupa dei lavori di rifacimento del timpano sul frontone del Duomo. Nello stesso periodo si occupa del progetto di ampliamento della città nei cosiddetti "Quartieri Nuovi". Realizza in collaborazione con Piero Interdonato il nuovo acquedotto della città, denominato acquedotto della Santissima. Il progetto fu elaborato nel 1895 e i lavori cominciarono nel 1901 e finirono solo dopo la prima guerra mondiale. Contestualmente all'inizio dei lavori Caselli realizza una fontana celebrativa collocata in piazza Cavallotti e spostata in Piazza della Repubblica dopo la seconda guerra mondiale. La maggior parte dei suoi interventi in città vanno distrutti nel terremoto del 1908.